# Art McKinlay
Arthur Frank "Art" McKinlay, född 20 januari 1932 i Detroit i Michigan, död 10 augusti 2009 i Royal Oak i Michigan, var en amerikansk roddare.
McKinlay blev olympisk silvermedaljör i fyra utan styrman vid sommarspelen 1956 i Melbourne.